# Massacre d'Abbeville
Le massacre d'Abbeville est une exécution sommaire survenue le 20 mai 1940 dans la ville française d'Abbeville. Les 21 personnes arrêtées sur le territoire belge et soupçonnées par l'administration belge d'être des espions ou des collaborateurs potentiels sont passées par les armes sans jugement par une compagnie de l'armée française en pleine débâcle lors de la bataille de France.

## Arrestations administratives belges
Le 22 mars 1940, dans la crainte de voir surgir une cinquième colonne en Belgique et à la suite des renseignements accréditant l'hypothèse d'une invasion imminente de son territoire, le gouvernement belge promulgue une loi sur la défense des institutions nationales. 
Une procédure est mise en place pour procéder aux arrestations administratives des activistes susceptibles de porter atteinte à la sûreté de l'État. En fin mars 1940, des listes de suspects susceptibles de venir en aide à l'ennemi sont constituées et devaient faire l'objet de vérifications. Toutefois, l'ordre d'arrestation est lancé par le ministre dès la déclaration de l'état de siège, à 4 heures du matin, le 10 mai 1940. Les ordres de procéder à ces arrestations sont appliqués avec disparités. 
Ces listes sont frappantes par leur caractère hétéroclite puisque s'y retrouvent aussi bien des activistes de la Ligue nationale flamande, du Verdinaso comme Joris Van Severen, des rexistes comme Léon Degrelle mais également des communistes, des neutralistes et d'authentiques agents allemands. Certains, comme Staf Declercq, sont libérés à la suite de pressions. L'avance des troupes allemandes sur Liège libère le contingent liégeois. D'autres connaissent un sort plus funeste.

## Évacuation des prisonniers vers la France
Les Belges, en pleine débâcle, constituent à la hâte, sur ordre de Walter Ganshof van der Meersch, des convois de prisonniers étiquetés comme « espions », qu'ils confient à la France. Le 15 mai 1940, 79 prisonniers sont ainsi évacués de l'ancienne prison de Bruges (nl) et sont acheminés en France par un convoi de trois autocars. Le convoi rallie Dunkerque via Ostende. À Dunkerque, Léon Degrelle est reconnu par des Français, qui l'extraient du convoi et le rouent de coups. Le convoi poursuit sa route, sans ce dernier, vers Béthune, où les prisonniers sont remis à la sûreté française, qui les interroge sommairement le 19 mai 1940. 
Les 78 détenus restants se retrouvent emprisonnés, pour la nuit du 19 au 20 mai, dans le sous-sol du kiosque à musique du parc d'Abbeville. Le 20 mai 1940, en pleine panique face à l'avance allemande et probablement sous l'emprise de l'alcool, des militaires français procèdent, sur ordre oral du capitaine Marcel Dingeon, par groupes de quatre à l'exécution sommaire des prisonniers détenus dans le kiosque. Après 16 exécutions, les Français, parfois interrompus par les bombardements allemands, poursuivent les exécutions.
Le lieutenant René Caron, avec un revolver dégainé, clairement sous l'influence de l'alcool, entre dans le kiosque pour menacer les prisonniers restants. Lucien Monami sort de la cave, et ils tirent sur tous ceux qui sortent. Joris Van Severen pense pouvoir négocier avec le lieutenant Caron mais est exécuté, ainsi que Jan Ryckoort. Un cinquième groupe, comprenant Robert Bell (Canadien et entraîneur de l'équipe allemande de hockey sur glace) et composé cette fois de cinq personnes, est  simplement abattu de sang froid.
Le lieutenant Jules Léclabart met fin au massacre en demandant l'ordre écrit d'exécution, que personne ne peut produire.
Le fondateur et dirigeant du mouvement d'extrême-droite flamand Verdinaso, Joris Van Severen, et son secrétaire, Jan Ryckoort, sont ainsi exécutés, ainsi que le conseiller communal communiste de Saint-Gilles, Lucien Monami, des Italiens antifascistes, des Juifs allemands et hongrois, et des espions nazis, allemands et belges.

## Jugement allemand
Du 6 janvier 1942 au 17 janvier 1942, d'abord à Abbeville (reconstitution) et à Amiens, puis devant le conseil de guerre allemand du grand Paris, Émile Molet, sergent-chef de réserve, et son supérieur direct, le lieutenant René Caron, sont jugés par les Allemands pour le massacre d'Abbeville. Ils sont condamnés à mort et exécutés au mont Valérien, le 7 avril 1942. Le capitaine Marcel Dingeon est passé en zone libre, où il s'est donné la mort à Pau le 21 janvier 1941,.
Dans l'après-guerre, une rue d'Abbeville est baptisée en mémoire de René Caron : la rue du Lieutenant-Caron. Son nom est également gravé sur le monument aux morts de Noyelles-en-Chaussée, la commune où il résidait.

## Liste des personnes fusillées

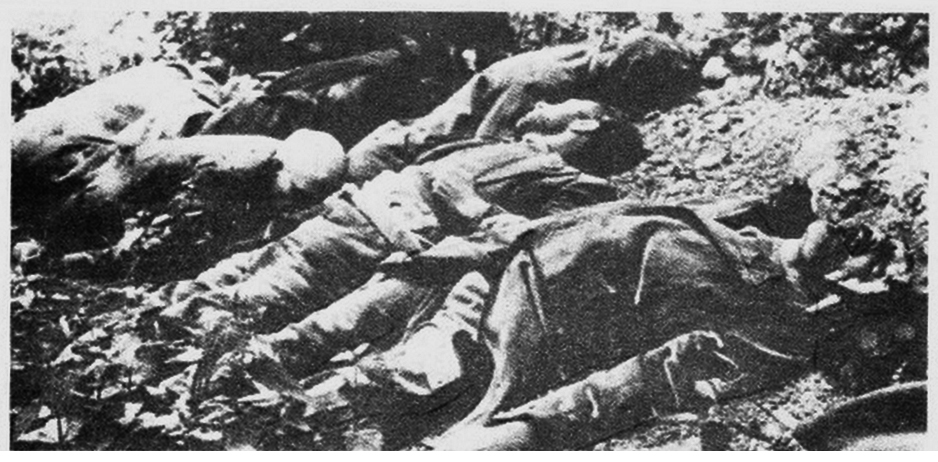
Les corps de Jan Ryckoort, Joris Van Severen, Lucien Monami, René Wéry, et de deux Italiens.

| - Allemands - Paul Günther, agent recruteur de l'Abwehr de Düsseldorf,. - Jozef Höld. - Gilbert Klinzner. - Ludwig Wächter. - Belges - Louis Caestecker, communiste,. - Maria Geerolf-Ceuterick, arrêtée à la place de son beau-fils,. - Jean Henri De Bruyn, espion à la solde de l'Abwehr. - Lucien Monami, communiste, conseiller communal de Saint-Gilles,. - Jan Ryckoort, bras droit de Van Severen,. - Hector Vanderkelen, espion à la solde de l'Abwehr. - Joris Van Severen, président-fondateur du Verdinaso,. - René Wéry, rexiste,. | - Canadien - Robert Bell, entraîneur de l'équipe nationale allemande de hockey sur glace,. - Hongrois - Miguel Sonin-Garfunkel, Juif, ancien d'Espagne,. - Italiens - Ferrucio Bellumat,, antifasciste et escroc notoire. Il est condamné en Italie et en France, dont il est expulsé. Il s'installe ensuite en Belgique. - Luigi Lazzarelli, responsable du PSI en Belgique,. - Giuseppe Mantella. - Mirko Taccardi. - Néerlandais - Willem van de Loo, agent de l'Abwehr,. - Johannes van der Plas. - Tchécoslovaque - Léon Hirschfeld, Juif, schizophrène, il est arrêté à Geel parce que parlant allemand,. |